# Casa Heras de Puig
La Casa Heras de Puig és un edifici del municipi de Girona que forma part de l'Inventari del Patrimoni Arquitectònic de Catalunya.

## Descripció
És un edifici de planta baixa i dos pisos, de composició simètrica a la porta central, de pedra treballada, arc rebaixat i que dona accés a un pati amb escala de pedra a l'esquerra. A la planta baixa hi ha 6 obertures, de les que la lateral dreta és una de petita que dona accés a una escaleta de veïns. A partir d'ací s'inicia la simetria.
A banda i banda de la porta, dos portes i dos finestres de llinda planera. Damunt cada porta hi ha una filera de balcons de llosana de pedra treballada, i que van reduint la mida en alçada. Els brancals i llindes són de pedra. La façana es clou amb un ràfec de rajoles i teules que s'uneix al Palau de Caramany. Façana amb esgrafiats, en mal estat, de pedres.